# Jean Mertens
Jean Mertens (Anderlecht, 19 mei 1914 - 8 september 1996) was een Belgische voetballer. Hij speelde als doelman meer dan 10 seizoenen voor RSC Anderlecht.

## Carrière
Jean Mertens werd aan de vooravond van de Eerste Wereldoorlog geboren in de Brusselse gemeente Anderlecht. Hij sloot zich in 1926 aan bij RSC Anderlecht en maakte in 1932 zijn debuut voor paars-wit. De club vertoefde toen in tweede klasse. Hij was in die dagen een ploeggenoot van de latere voorzitter Constant Vanden Stock. In 1935 wordt Anderlecht kampioen en promoveert het naar de hoogste afdeling. Sindsdien speelde de club onafgebroken in eerste klasse.
Mertens was niet meer weg te denken uit het eerste elftal en verdedigde tot december 1943 het doel van Anderlecht. Na de winterstop werd hij vervangen door de 21-jarige Henri Meert, die later zou uitgroeien tot een van Anderlechts bekendste keepers. In totaal speelde Mertens 273 wedstrijden voor paars-wit.
In 1944 ruilde de inmiddels 30-jarige doelman Anderlecht in voor KAV Dendermonde, waar hij nog tot 1951 zou spelen. Mertens overleed in 1996 op 82-jarige leeftijd.